# Băcani
Băcani es una comuna ubicada en el distrito de Vaslui, Rumania.

## Superficie
Posee una superficie de 52,20 kilómetros cuadrados.

## Demografía
Hasta 2021 la población era de 2716 habitantes, con una densidad de población de 52,03 habitantes por kilómetro cuadrado.